# Општина Свети Јуриј в Словенских Горицах
Општина Свети Јуриј в Словенских Горицах (словен. Sveti Jurij v Slovenskih goricah) је општина у Словенији, у Подравској регији. Седиште општине је у насељу Јуровски Дол.

## Историја
До територијалне реорганизације у Словенији била је у саставу старе општине Ленарт. 

## Становништво
У попису становништва из 2011. године, Општина Свети Јуриј в Словенских Горицах је имала 2.079 становника.
| Број становника према пописима | Број становника према пописима | Број становника према пописима |
| ------------------------------ | ------------------------------ | ------------------------------ |
| 1991                           | 2002                           | 2011                           |
| 2.060                          | 2.076                          | 2.079                          |

Напомена: Потиче из старе општине Ленарт.

## Насеља општине
| - Варда - Житенце - Згорње Партиње - Згорњи Гастерај | - Јуровски Дол - Мална - Сподњи Гастерај - Средњи Гастерај |